# Флаг сельского поселения Солнечный
Флаг муниципального образования сельское поселение Со́лнечный Сургутского района Ханты-Мансийского автономного округа — Югры Российской Федерации — опознавательно-правовой знак, служащий официальным символом муниципального образования.
Флаг утверждён 21 декабря 2009 года и внесён в Государственный геральдический регистр Российской Федерации с присвоением регистрационного номера 5855.
Целями учреждения и использования флага поселения является:
— создание зримого символа целостности территории сельского поселения Солнечный, географических особенностей единства и взаимодействия населяющих его граждан;
— воспитание у жителей поселения гражданской ответственности, патриотизма, уважения к историческим, культурным, национальным и духовным традициям.

## Описание флага
«Прямоугольное белое полотнище с отношением ширины к длине 2:3, с изображением фигур герба сельского поселения: красного стилизованного под орнамент солнца и под ним двух струй выходящих из нижнего края и расходящихся к боковым краям: голубой — к древку и чёрной — к свободному краю».

## Символика флага
Флаг разработан на основе герба, который языком символов и аллегорий отражает культурные и экономические особенности сельского поселения Солнечный.
Солнечный — молодое динамично развивающееся муниципальное образование. Посёлок Солнечный был основан в 1980 году. Сейчас он имеет статус сельского поселения и является одним из крупнейших в Сургутском районе. Также Солнечный обладает сильным экономическим потенциалом: здесь расположены крупные градообразующие предприятия — Завод стабилизации конденсата, газоперерабатывающий завод. На территории поселения работают несколько нефтяных месторождений: Фёдоровское, Дунаевское, Яунлорское, Быстринское, Сайгатинское и другие.
Изображение солнца указывает на название муниципального образования — Солнечный, делая композицию флага гласной.
Солнце — символ тепла, энергии, света, благородства, гармонии и добра.
Красный цвет — символ мужества, силы, труда, красоты и праздника.
Две струи, бьющие из основания флага, аллегорически символизируют богатые недра. Голубой и чёрный цвет образно указывают на переработку газа и добычу нефти, ведущуюся на территории муниципального образования.
Белый цвет (серебро) — символ чистоты, совершенства мира и взаимопонимания отражает бескрайние сибирские просторы.
Голубой цвет — символ чести, благородства, духовности, возвышенных устремлений.
Чёрный цвет — символ мудрости, покоя, вечности.